# Solanum carolinense
Solanum carolinense är en potatisväxtart som beskrevs av Carl von Linné. Solanum carolinenseingår i släktet skattor som ingår i familjen potatisväxter. Arten förekommer tillfälligt i Sverige, men reproducerar sig inte. Inga underarter finns listade i Catalogue of Life.

## Bildgalleri

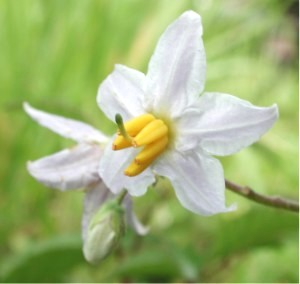
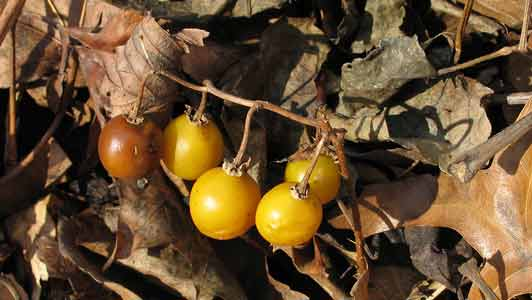
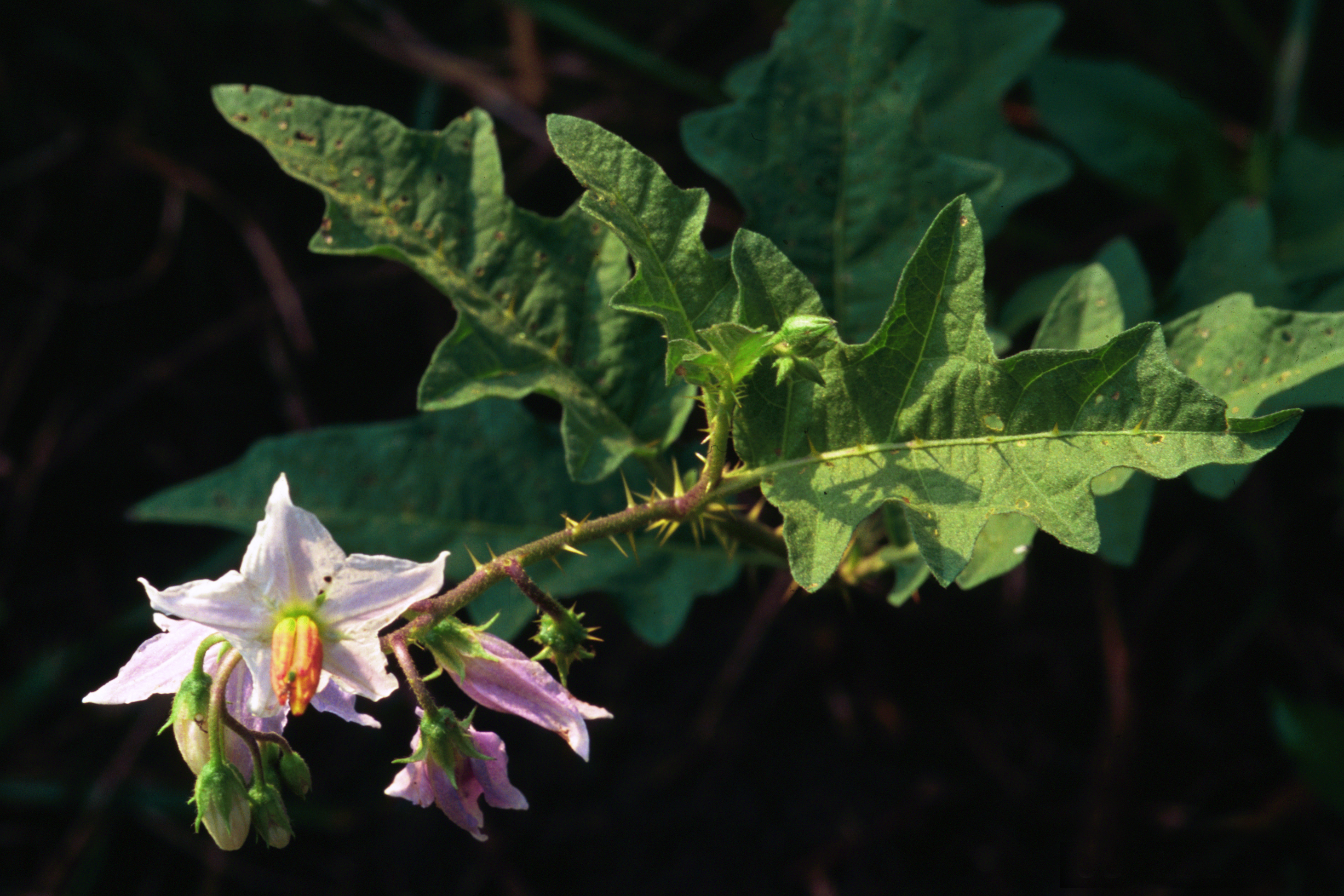
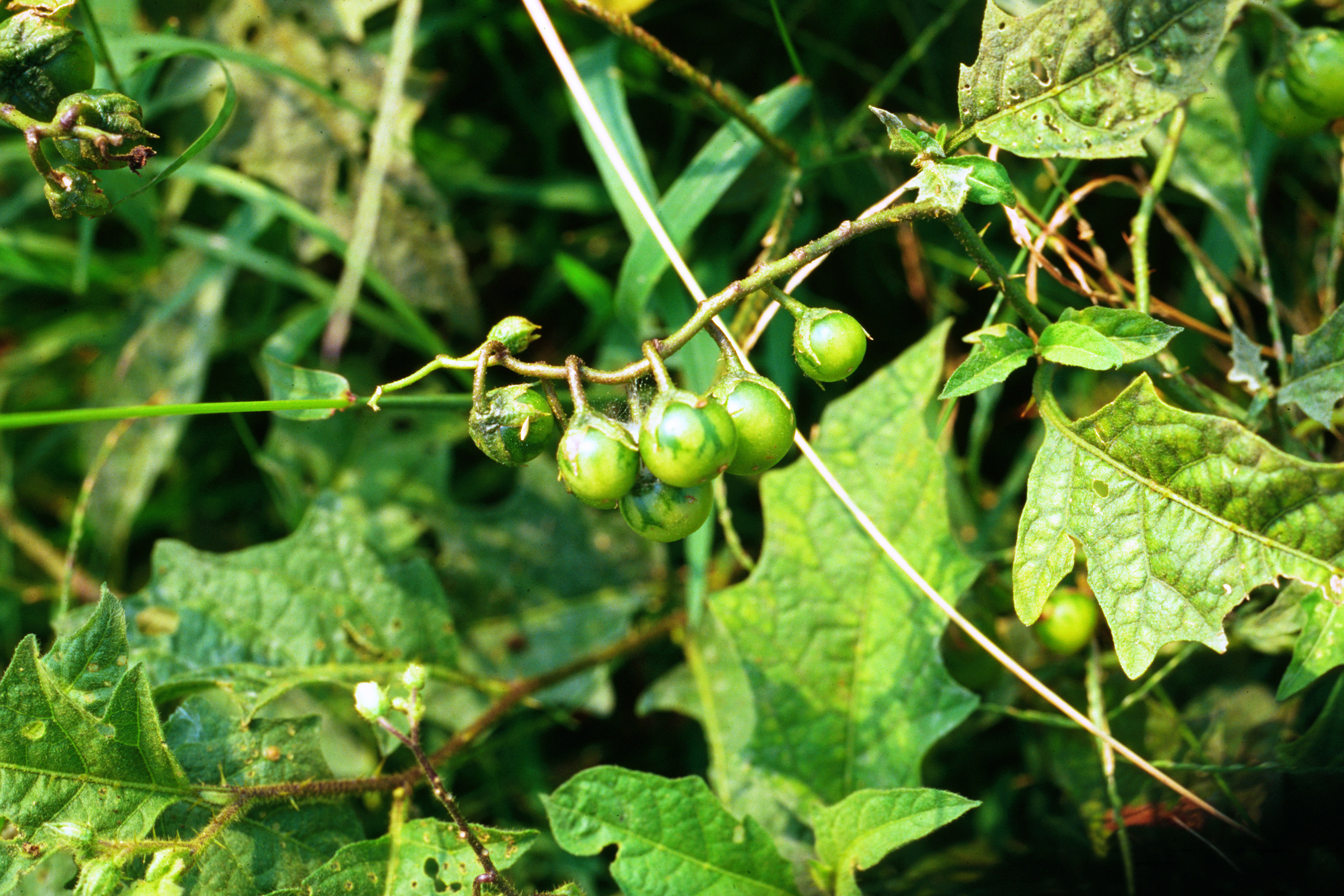
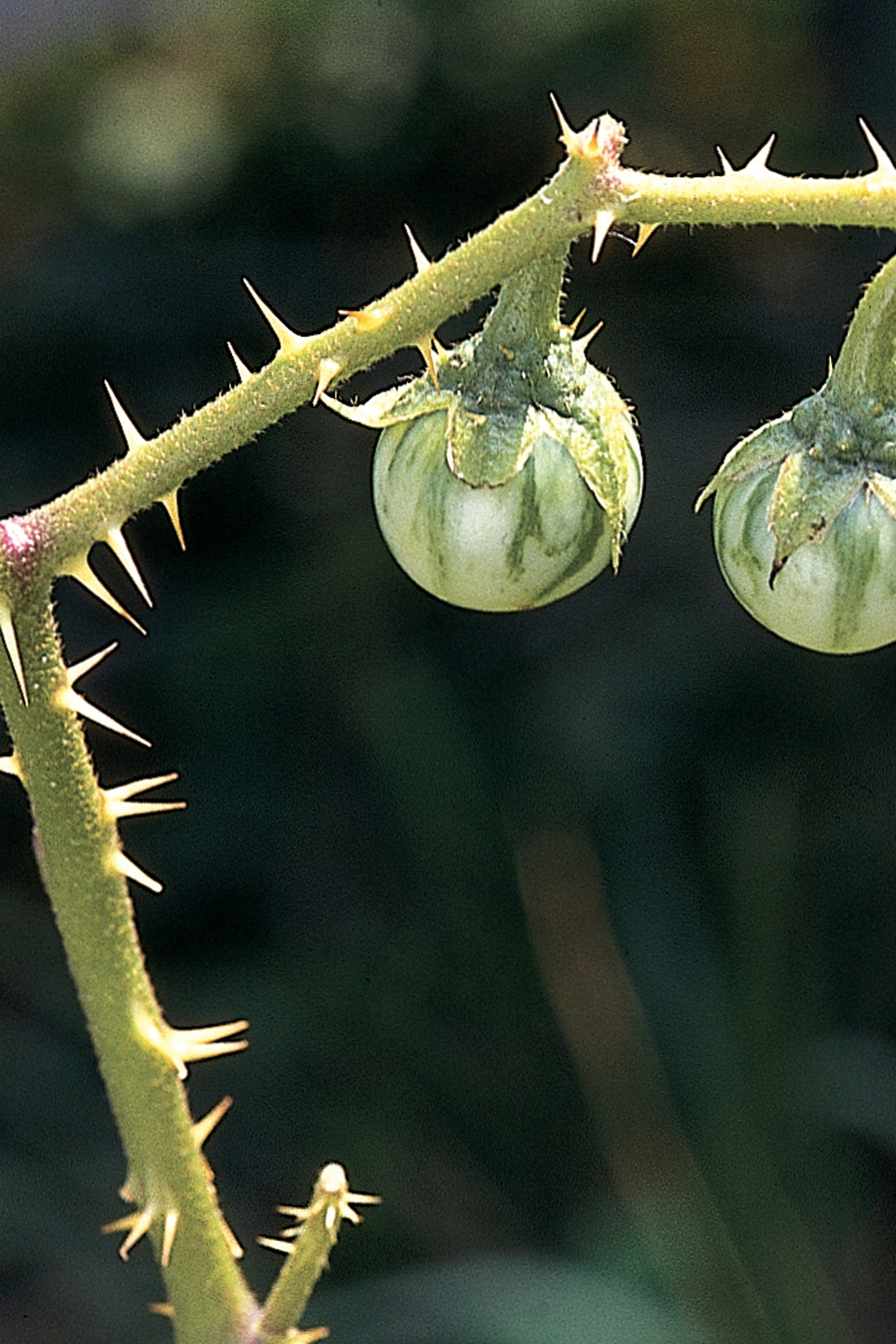
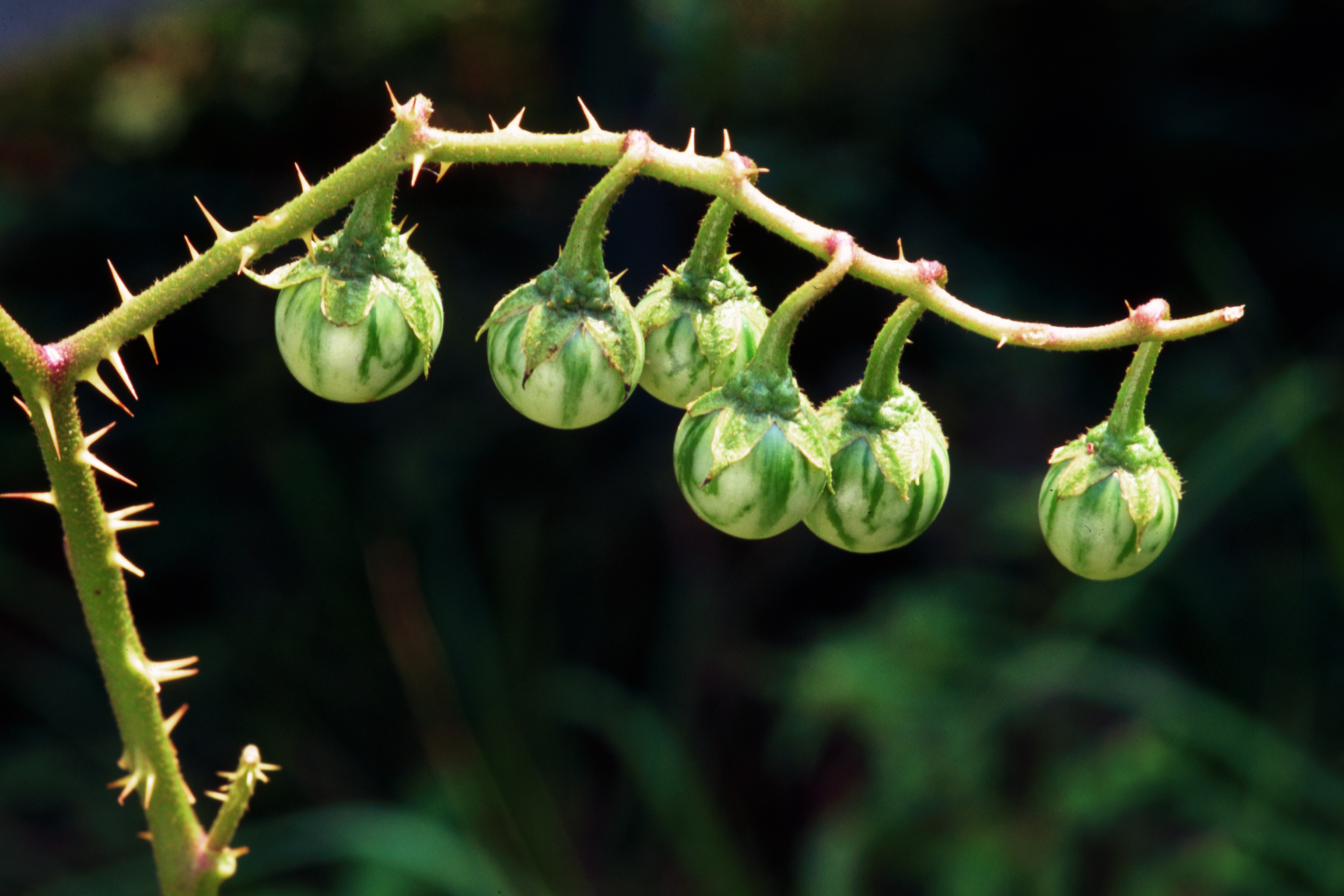